# Pamphaginae
Pamphaginae es una subfamilia de insectos ortópteros de la familia Pamphagidae. Se distribuye en África y Asia.

## Géneros
Los siguientes géneros pertenecen a la subfamilia Pamphaginae:
- tribu Euryparyphini La Greca, 1993
  - Eunapiodes Bolívar, 1907
  - Euryparyphes Fischer, 1853
  - Nadigeumigus La Greca, 1993
  - Paraeumigus Bolívar, 1914
  - Paraeuryparyphes La Greca, 1993
- tribu Finotiini Bolívar, 1916
  - Finotia Bonnet, 1884
- tribu Nocarodeini Bolívar, 1916
  - Araxiana Mistshenko, 1951
  - Bufonocarodes Mistshenko, 1951
  - Ebnerodes Ramme, 1951
  - Eunothrotes Adelung, 1907
  - Iranacris Mistshenko, 1951
  - Neoparanothrotes Mirzayans, 1991
  - Nocaracris Uvarov, 1928
  - Nocarodes Fischer von Waldheim, 1846
  - Paranocarodes Bolívar, 1916
  - Paranothrotes Mistshenko, 1951
  - Pseudonothrotes Mistshenko, 1951
  - Turkanocaracris Ünal, 2016
- tribu Pamphagini Burmeister, 1840
  - Acaeropa Uvarov, 1927
  - Acinipe Rambur, 1838
  - Amigus Bolívar, 1914
  - Eumigus Bolívar, 1878
  - Glauia Bolívar, 1912
  - Glauvarovia Morales-Agacino, 1945
  - Kurtharzia Koçak, 1981
  - Ocneridia Bolívar, 1912
  - Ocnerodes Brunner von Wattenwyl, 1882
  - Ocneropsis Uvarov, 1942
  - Ocnerosthenus Massa, 1995
  - Orchamus Stål, 1876
  - Pamphagus Thunberg, 1815
  - Paracinipe Descamps & Mounassif, 1972
  - Prionosthenus Bolívar, 1878
  - Pseudamigus Chopard, 1943
  - Pseudoglauia Morales-Agacino & Descamps, 1968
- tribu Tropidauchenini Zhang, Yin & Yin, 2003
  - Saxetania Mistshenko, 1951
  - Tropidauchen Saussure, 1887
- Acrostira Enderlein, 1929
- Purpuraria Enderlein, 1929